# 石挂美知代
石挂美知代（日语：／ Ishikake Michiyo，1966年3月17日—），兵庫縣姫路市出身，日本女子排球运动员。她曾代表日本国家队参加1992年夏季奥林匹克运动会排球比赛，获得第5名。